# Yixu (socken i Kina, lat 24,07, long 107,45)
Yixu (kinesiska: 乙圩乡, 乙圩) är en socken i Kina. Den ligger i den autonoma regionen Guangxi, i den södra delen av landet, omkring 170 kilometer nordväst om regionhuvudstaden Nanning. Antalet invånare är 14443. Befolkningen består av 7 155 kvinnor och 7 288 män. Barn under 15 år utgör 22,0 %, vuxna 15-64 år 68 %, och äldre över 65 år 8,0 %.
Genomsnittlig årsnederbörd är 1 775 millimeter. Den regnigaste månaden är juni, med i genomsnitt 345 mm nederbörd, och den torraste är februari, med 29 mm nederbörd.